# Those Damn Crows
Those Damn Crows sono uno gruppo musicale hard rock britannico. Attivi dal 2014, hanno pubblicato 3 album in studio via Earache Records.

## Storia del gruppo
Formatosi nel Galles nel 2014, il gruppo resta attivo in maniera indipendente fino al 2017, raccogliendo nel corso degli anni molti consensi a livello locale. Nel 2018, dopo essere stati definiti "band metal della settimana" dalla rivista di settore Metal Hammer ed essersi esibiti presso lo Steelhouse Festival, vengono scritturati dall'etichetta Earache Records, con cui pubblicano l'album di debutto Murder and the Motive. L'album raggiunge la posizione 5 nella classifica settimanale degli album rock e metal stilata da Official Charts Company.
Nel 2019 si esibiscono nel corso del Download Festival. Nel febbraio 2020 pubblicano il loro secondo album in studio Point of No Return, che esordisce alla posizione 14 della classifica album britannica. Dopo aver eseguito varie performance in festival britannici, nel febbraio 2023 eseguono un tour da headliner, riuscendo a ottenere il tutto esaurito in più date e aumentando dunque il numero di concerti rispetto alle previsioni iniziali. Sempre nel febbraio 2023 pubblicano il terzo album Inhale/Exhale, che esordisce alla terza posizione della classifica album britannica.

## Formazione
- Shane Greenhall (2014-in corso) – voce
- Ian "Shiner" Thomas (2014-in corso) – chitarra
- Lloyd Wood (2014-in corso) – basso
- Ronnie Huxford (2014-in corso) – batteria
- David Winchurch David Winchurch – chitarra

## Discografia
- 2018 – Murder and the Motive
- 2020 – Point of No Return
- 2023 – Inhale/Exhale
- 2025 – God Shaped Hole